# Маслов, Виктор Николаевич
Виктор Николаевич Маслов (род. 4 октября 1950 года) — губернатор Смоленской области (2002—2007), начальник УФСБ Смоленской области (1995—2002).

## Биография
Родился в городе Фергана Узбекской ССР. Отец — Николай Аполлонович, мать — Татьяна Марковна.
Окончил с отличием Смоленский филиал Московского энергетического института в 1973 году, Высшие курсы КГБ при Совете Министров СССР в 1976 году, Московский юридический институт МВД России в 2001 году. Трудовую деятельность начал в 1973 году инженером в Смоленском центральном конструкторско-технологическом бюро.
С 1975 года работал в органах государственной безопасности. Начал службу в должности оперативного уполномоченного. С 1980 года — старший оперативный уполномоченный Управления КГБ по Смоленской области. С 1987 года — начальник Десногорского городского отделения Управления КГБ по Смоленской области.
С 1987 по 1992 год — начальник отдела, с 1992 по 1995 год — заместитель начальника, с 1995 по 2002 год — начальник Управления Федеральной службы безопасности России по Смоленской области.

### Политическая деятельность
19 мая 2002 был избран главой администрации Смоленской области, получив поддержку около 41,5 % избирателей (основной конкурент — прежний губернатор области Александр Прохоров набрал 34,3 % голосов). Вступил в должность 24 мая 2002.
24 июня 2005 года на внеочередном заседании Смоленской областной Думы был наделен полномочиями губернатора области ещё на один срок (за кандидатуру В.Маслова депутаты проголосовали единогласно).
С 16 марта по 25 сентября 2007 — член президиума Государственного совета Российской Федерации.
Указом Президента РФ от 19 декабря 2007 года полномочия губернатора были досрочно прекращены. Новым губернатором стал Сергей Владимирович Антуфьев.
С 30 января 2008 года по 25 сентября 2013 года являлся членом Совета Федерации Федерального Собрания Российской Федерации от законодательной власти Смоленской области.

## Звания и награды
- Генерал-майор
- «Почетный сотрудник контрразведки»
- Орден «За военные заслуги»
- Медаль «За трудовое отличие» (за успешную работу по пресечению хищений государственной собственности в особо крупных размерах).

## Семья
Женат, имеет дочь.